# Idron
Idron is een gemeente in het Franse departement Pyrénées-Atlantiques (regio Nouvelle-Aquitaine). De plaats maakt deel uit van het arrondissement Pau. Idron telde op 1 januari 2022 5.134 inwoners.

## Geografie
De oppervlakte van Idron bedroeg op 1 januari 2022 7,78 vierkante kilometer; de bevolkingsdichtheid was toen 659,9 inwoners per km².

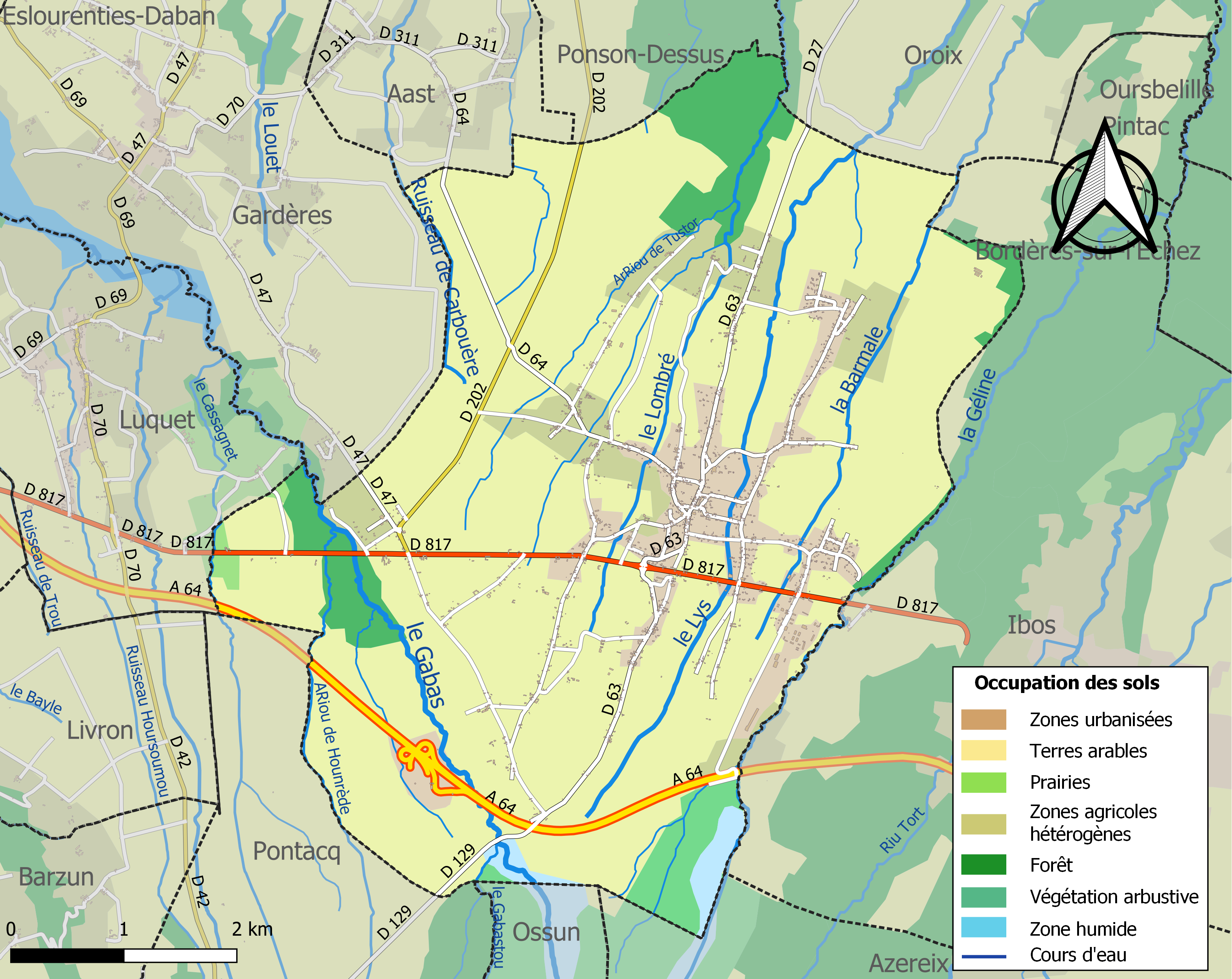
Kaart van de gemeente met belangrijkste infrastructuur, bodemgebruik en omliggende gemeenten

## Demografie
Onderstaande figuur toont het verloop van het inwonertal (bron: INSEE-tellingen).

## Industrie
In Idron is de spellenfabrikant RC Création gevestigd.